# Fairbanks (Wisconsin)
Fairbanks es un pueblo ubicado en el condado de Shawano en el estado estadounidense de Wisconsin. En el Censo de 2010 tenía una población de 616 habitantes y una densidad poblacional de 6,93 personas por km².

## Geografía
Fairbanks se encuentra ubicado en las coordenadas 44°43′5″N 89°2′43″O / 44.71806, -89.04528. Según la Oficina del Censo de los Estados Unidos, Fairbanks tiene una superficie total de 88.91 km², de la cual 88.72 km² corresponden a tierra firme y (0.21%) 0.19 km² es agua.

## Demografía
Según el censo de 2010, había 616 personas residiendo en Fairbanks. La densidad de población era de 6,93 hab./km². De los 616 habitantes, Fairbanks estaba compuesto por el 97.4% blancos, el 0.32% eran afroamericanos, el 0.81% eran amerindios, el 0% eran asiáticos, el 0% eran isleños del Pacífico, el 0% eran de otras razas y el 1.46% pertenecían a dos o más razas. Del total de la población el 0% eran hispanos o latinos de cualquier raza.